# Airora bicolor
Airora bicolor is een keversoort uit de familie schorsknaagkevers (Trogossitidae). De wetenschappelijke naam van de soort werd in 1895 gepubliceerd door Albert Léveillé.